# Kroksjön (Sätila socken, Västergötland, 639234-130459)
Kroksjön är en sjö i Marks kommun i Västergötland och ingår i Rolfsåns huvudavrinningsområde. Sjön har en area på 0,0732 kvadratkilometer och ligger 153,2 meter över havet.

## Delavrinningsområde
Kroksjön ingår i det delavrinningsområde (639258-130257) som SMHI kallar för Ovan 639099-129978. Medelhöjden är 102 meter över havet och ytan är 13,2 kvadratkilometer. Räknas de 27 avrinningsområdena uppströms in blir den ackumulerade arean 373,26 kvadratkilometer. Avrinningsområdets utflöde Rolfsån (Nolån) mynnar i havet. Avrinningsområdet består mestadels av skog (60 procent) och jordbruk (27 procent). Avrinningsområdet har 0,27 kvadratkilometer vattenytor vilket ger det en sjöprocent på 2,1 procent.